# کشتار گزینشی

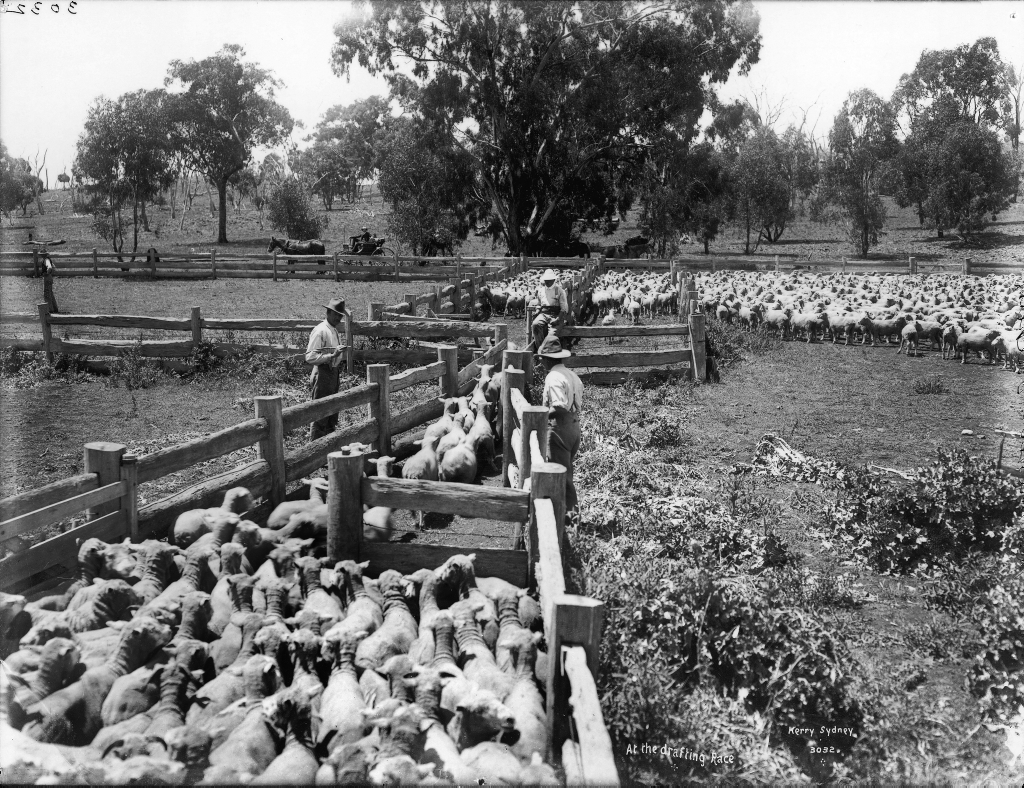
پیش‌فرض کردن گوسفندان برای کشتار گزینشی

در زیست‌شناسی، کشتار گزینشی (به انگلیسی: Culling) فرایند جداسازی جانداران از یک گروه بر اساس ویژگی‌های دلخواه یا ناپسند است. در اصلاح نژاد جانوران، فرایند حذف یا جداسازی جانوران از یک دام پرورشی بر اساس یک صفت خاص است. این کار برای پروراندن ویژگی‌های مطلوب یا حذف ویژگی‌های ناپسند با تغییر تنوع ژنتیکی جمعیت انجام می‌شود. برای دام و حیات وحش، کشتار گزینشی اغلب به عمل کشتن جانوران حذف‌شده بر اساس ویژگی‌های فردی آنها، مانند جنسیت یا عضویت در گونه، یا به عنوان روشی برای جلوگیری از انتقال بیماری‌های عفونی اشاره دارد.
در میوه‌ها و سبزی‌ها، حذف گزینشی عبارت است از دسته‌بندی یا تفکیک محصولات تازه برداشت‌شده به بخش‌های قابل عرضه در بازار، با دور انداختن یا هدایت آن‌ها به سوی فعالیت‌های فرآوری مواد غذایی یا غیرغذایی است. این عمل معمولاً در مراکز جمع‌آوری واقع در زمین‌های کشاورزی یا نزدیک به آن رخ می‌دهد.